# 체코 라디오 방송공사
체코 라디오 방송공사(체코어: Český rozhlas, ČRo)는 체코의 공영 라디오 방송사이다.

## 역사
체코 라디오 방송공사의 전신은 1923년 5월 18일에 개국된 체코슬로바키아 라디오 방송공사(체코어: Československý rozhlas)였다.
1945년 5월 5일 라디오 방송 메시지를 통해 프라하 봉기가 발발하게 되었고, 이후 플젠·체스케부데요비체·흐라데츠크랄로베·우스티나트라벰에 지역 스튜디오가 설립되었다.
1968년 프라하의 봄에서 민주화 운동 확산에 큰 역할을 하였으나 바르샤바 조약군의 체코슬로바키아 침공으로 인해 방송국이 점령되었다.
1989년 벨벳 혁명 이후 1991년 11월 29일에 체코 라디오 방송공사가 체코슬로바키아 라디오 방송공사의 일원으로 설립되었으며, 1992년 12월 31일 체코슬로바키아가 해체되면서 별도의 법인으로 운영하게 되었다.

## 채널

### 아날로그 방송 (전국)
- Radiožurnál : 뉴스, 정보 및 대중 음악 채널 (Soft AC) (구 ČRo 1 Radiožurnál)
- Dvojka : 오락 채널 (구 ČRo 2 Praha)
- Vltava : 문화 및 클래식 음악 채널 (구 ČRo 3 Vltava)
- Plus

### 아날로그 방송 (지역, 구 ČRo 5)
| - ČRo Brno - ČRo České Budějovice - ČRo Hradec Králové - ČRo Karlovy Vary - ČRo Liberec - ČRo Olomouc - ČRo Ostrava | - ČRo Pardubice - ČRo Plzeň - ČRo Regina - ČRo Region, Středočeský kraj - ČRo Region, Vysočina - ČRo Sever |

### 디지털 방송
(디지털 방송, 케이블, 인터넷에서만 청취 가능)
- ČRo Rádio Junior: 아동 중심 방송[3]
- ČRo Radio Wave : 청소년 중심 방송 (구 ČRo 4 Radio Wave)
- ČRo Regina DAB Praha : 프라하 지역 대상의 디지털 방송
- ČRo D-Dur: 클래식 음악
- ČRo Jazz: 재즈 중심 방송 (구 ČRo Euro Jazz)
- ČRo Sport: 스포츠 방송

#### 인터넷 전용 방송
- Rádio Junior – Písničky
- Rádio Retro

### 국제 방송
- 라디오 프라하: 국제 방송. 6개 언어로 송출.(구 ČRo 7 Radio Praha)

### 이전 방송
- ČRo 6 : 시사중심 방송, AM 전용. 2013년 2월 28일 종료.
- ČRo Leonardo : 교육 방송, 디지털 전용. 2013년 2월 28일 종료.
- ČRo Rádio Česko : 뉴스 방송, 디지털 전용. 2013년 2월 28일 종료.

## 같이 보기
- 슬로바키아 텔레비전 방송공사
- 체코 텔레비전 방송공사
- 슬로바키아 라디오 방송공사